# Armedola
La Armedola è una roggia che scorre nella provincia di Vicenza.
Nasce a San Pietro in Gu (in provincia di Padova) e attraversa le località di Lanzè (comune di Quinto Vicentino), Quinto Vicentino e Grantortino (comune di Gazzo) per poi immettersi a Rampazzo (comune di Camisano Vicentino) nella roggia Poina, a sua volta tributaria del fiume Ceresone.
Il corso d'acqua è ricco di varie specie di pesci tra i quali: lucci, trote fario, tinche, carpe, pesci gatto, scardole, alborelle e anguille (in certe annate).